# Хорнов-Вадельсдорф
Хорнов-Вадельсдорф или Ле́шче-За́крейц (нем. Hornow-Wadelsdorf; н.-луж. Lěšće-Zakrjejc) — упразднённая община в Германии, в земле Бранденбург.
Входила в состав района Шпре-Найсе. Подчинялась управлению Дёберн-Ланд. Население составляло 605 человек (на 31 декабря 2010 года). Занимала площадь 21,25 км². Подразделялась на 2 сельских округа: Хорнов (Лешче) и Вадельсдорф (Закрейц).
Община входила в состав культурно-территориальной автономии Лужицкая поселенческая область, на территории которой действуют законодательные акты земель Саксонии и Бранденбурга, содействующие сохранению лужицких языков и культуры лужичан.